# Nerineoidea
Nerineoidea zijn een uitgestorven superfamilie van slakken.

## Taxonomie
De volgende families zijn bij de superfamilie ingedeeld:
- † Ceritellidae Wenz, 1938[2]
- † Eunerineidae Kollmann, 2005
- † Itieriidae Cossmann, 1896
- † Nerineidae Zittel, 1873 [1]
- † Nerinellidae Pchelintsev, 1960[3]
- † Pseudonerineidae Pchelintsev, 1965
- † Ptygmatididae Pchelintsev, 1960